# Collegio plurinominale Liguria - 02
Il collegio elettorale plurinominale Liguria - 02 è stato un collegio elettorale plurinominale della Repubblica Italiana per l'elezione della Camera tra il 2017 ed il 2022.

## Territorio
Come previsto dalla legge elettorale italiana del 2017, il collegio era stato definito tramite decreto legislativo all'interno della circoscrizione Liguria.
Il collegio comprendeva la zona definita dai tre collegi uninominali Liguria - 04 (Genova-San Fruttuoso), Liguria - 05 (Genova-Rapallo) e Liguria - 06 (La Spezia).

## Dati elettorali

### XVIII legislatura
Come previsto dalla legge elettorale, 386 deputati erano eletti in 63 collegi plurinominali con ripartizione proporzionale a livello nazionale tra le coalizioni e le singole liste che avessero superato la soglia di sbarramento stabilita.
Nel collegio venivano eletti 9 deputati.
| Liste          | Liste                                       | Proporzionale | Proporzionale | Proporzionale | Maggioritario | Maggioritario | Maggioritario |  |
| Liste          | Liste                                       | Voti          | %             | Seggi         | Voti          | %             | Seggi         |  |
| -------------- | ------------------------------------------- | ------------- | ------------- | ------------- | ------------- | ------------- | ------------- |  |
|                | Lega                                        | 83 332        | 18,85         | 2             | 162 071       | 36,66         | 2             |  |
|                | Forza Italia                                | 55 808        | 12,63         | 1             | 162 071       | 36,66         | 2             |  |
|                | Fratelli d'Italia                           | 17 569        | 3,97          | –             | 162 071       | 36,66         | 2             |  |
|                | Noi con l'Italia – UDC                      | 5 362         | 1,21          | –             | 162 071       | 36,66         | 2             |  |
|                | Movimento 5 Stelle                          | 128 610       | 29,10         | 1             | 128 610       | 29,10         | 1             |  |
|                | Partito Democratico                         | 89 469        | 20,24         | 1             | 111 758       | 25,28         | –             |  |
|                | +Europa                                     | 17 518        | 3,96          | –             | 111 758       | 25,28         | –             |  |
|                | Italia Europa Insieme                       | 3 068         | 0,69          | –             | 111 758       | 25,28         | –             |  |
|                | Civica Popolare                             | 1 703         | 0,39          | –             | 111 758       | 25,28         | –             |  |
|                | Liberi e Uguali                             | 21 657        | 4,90          | 1             | 21 657        | 4,90          | –             |  |
|                | Potere al Popolo!                           | 6 279         | 1,42          | –             | 6 279         | 1,42          | –             |  |
|                | CasaPound                                   | 4 172         | 0,94          | –             | 4 172         | 0,94          | –             |  |
|                | Partito Comunista                           | 2 637         | 0,60          | –             | 2 637         | 0,60          | –             |  |
|                | Il Popolo della Famiglia                    | 1 995         | 0,45          | –             | 1 995         | 0,45          | –             |  |
|                | Partito Valore Umano                        | 946           | 0,21          | –             | 946           | 0,21          | –             |  |
|                | 10 Volte Meglio                             | 911           | 0,21          | –             | 911           | 0,21          | –             |  |
|                | Per una Sinistra Rivoluzionaria (PCL - SCR) | 643           | 0,15          | –             | 643           | 0,15          | –             |  |
|                | Partito Repubblicano Italiano – ALA         | 355           | 0,08          | –             | 355           | 0,08          | –             |  |
| Totale         | Totale                                      | 442 034       | 100           | 6             | 442 034       | 100           | 3             |  |
|                |                                             |               |               |               |               |               |               |  |
| Schede bianche | Schede bianche                              | 3 783         | 0,83          |               |               |               |               |  |
| Schede nulle   | Schede nulle                                | 7 603         | 1,68          |               |               |               |               |  |
| Votanti        | Votanti                                     | 453 420       | 72,16         |               |               |               |               |  |
| Elettori       | Elettori                                    | 628 362       |               |               |               |               |               |  |

## Eletti

### Eletti nei collegi uninominali
Eletti nella coalizione di centro-destra (Lega - FI - FdI - NcI-UDC)
| Collegio uninominale      | Eletto | Eletto            | Partito |
| ------------------------- | ------ | ----------------- | ------- |
| 4. Genova - San Fruttuoso |        | Marco Rizzone     | M5S     |
| 5. Genova - Rapallo       |        | Roberto Bagnasco  | FI      |
| 6. La Spezia              |        | Manuela Gagliardi | FI      |

1. ↑  In data 21.09.2020 aderisce al gruppo misto, non iscritti; in data 13.01.2021 alla componente «Centro Democratico»; in data 27.05.2021 a Coraggio Italia; in data 23.06.2022 torna nel gruppo misto, non iscritti; in data 07.07.2022 aderisce alla componente «Coraggio Italia».
2. ↑  In data 09.09.2019 aderisce al gruppo misto, non iscritti; in data 11.09.2019 alla componente «Cambiamo! - 10 Volte Meglio»; in data 17.12.2019 torna nei non iscritti; in data 18.12.2019 aderisce alla componente «Noi con l'Italia-USEI-Cambiamo!-Alleanza di Centro»; in data 16.02.2021 alla componente «Cambiamo! - Popolo Protagonista»; in data 27.05.2021 a Coraggio Italia; in data 23.06.2022 torna nel gruppo misto, non iscritti; in data 28.06.2022 aderisce alla componente «Vinciamo Italia-Italia al Centro con Toti».

### Eletti nella quota proporzionale
| Movimento 5 Stelle | Lega                         | Partito Democratico | Forza Italia       | Liberi e Uguali |
| ------------------ | ---------------------------- | ------------------- | ------------------ | --------------- |
|                    |                              |                     |                    |                 |
| Simone Valente     | Edoardo Rixi Lorenzo Viviani | Raffaella Paita     | Roberto Cassinelli | Luca Pastorino  |

1. ↑  In data 21.06.2022 aderisce al gruppo Insieme per il futuro.
2. ↑  In data 19.09.2020 aderisce al gruppo Italia Viva - Italia C'è.